# Universum Center

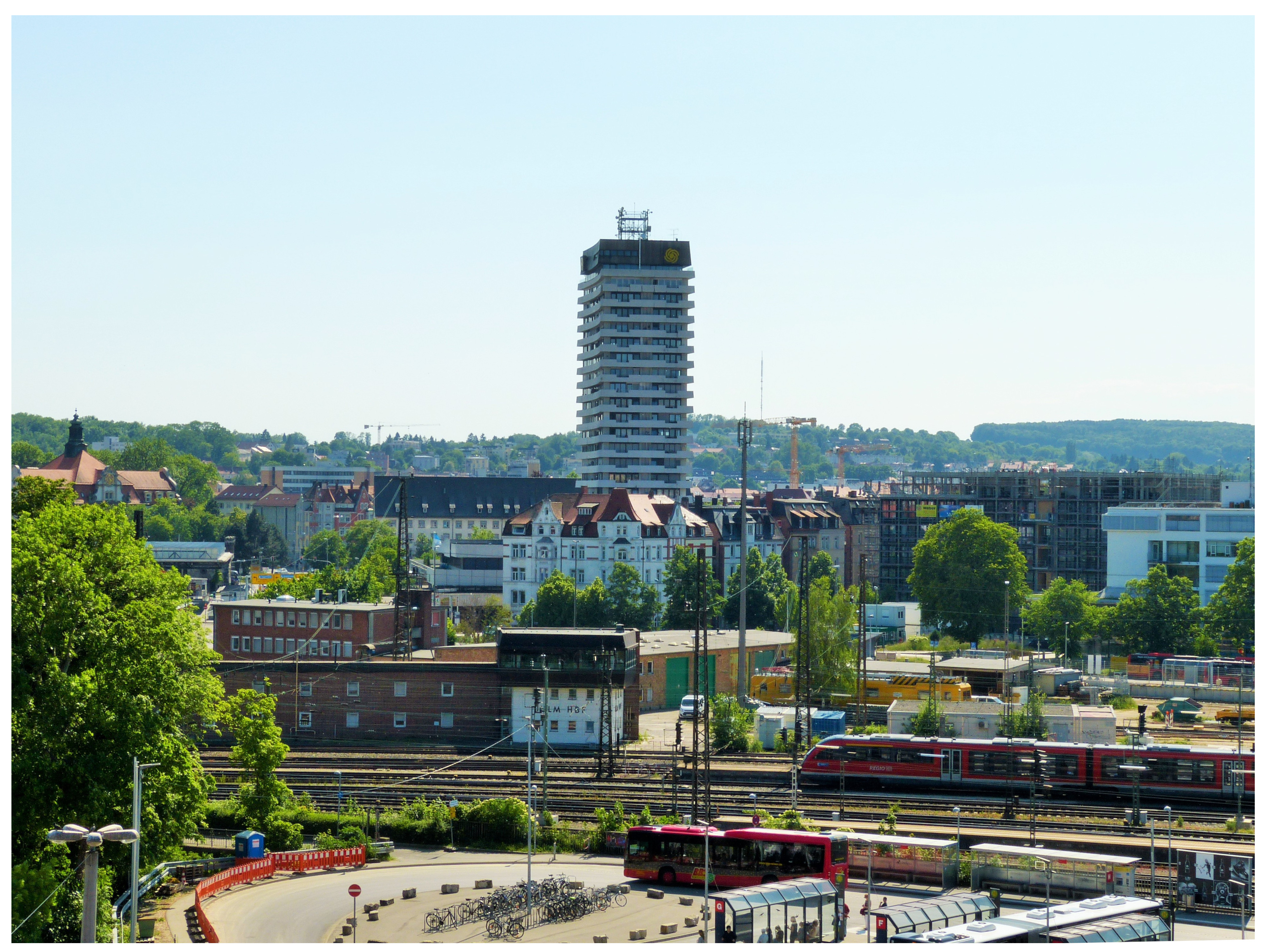
Universum Center, 2019

Das Universum Center in Ulm (abk. UC) ist ein 1968 errichtetes, 82 m hohes Hochhaus in Ulm, Baden-Württemberg.

## Bau und Lage
Das Hochhaus hat 22 Stockwerke und liegt unweit des Ehinger Tores zwischen der Hauffstraße, der Neuen Straße und dem Bismarckring. Es ist eine Drehscheibe zwischen der Ulmer West- und Oststadt mit ursprünglich geplanten rund 100 Wohnungen, einem Restaurant im 22. Stockwerk und einem inzwischen multikulturellen Geschäftszentrum mit Moschee, Imbissstand für türkische Küche und 29 Läden auf zwei Ebenen. Architekt des Bauwerkes war der Stuttgarter H.M. Wein.
Im Jahr seiner Eröffnung, 1970, galt das Universum Center, bezeichnet als „Insel der Zukunft“ (Südwest Presse), als wegweisend für die Stadtgestaltung Ulms.
Im April 1994 zerstörte ein Feuer die Bowlinganlage im Erdgeschoss und ein Jahr später 1995 kam es zu einer Brandstiftung mit zwei Toten. Lange war neben dem ADAC und der IKK ein Lernzentrum der Deutschen Bahn im UC beheimatet. Beginnend 2018 planten die Stadt, Wohnungseigentümer und die Ulmer Sanierungstreuhand, das Hochhaus zu einem attraktiven Eingang des Ulmer Dichterviertels zu machen.
Seit Juli 2019 gibt es wieder eine Eisdiele und Eiscafé sowie eine Kunstgalerie im UC, und es läuft die Sanierung der kompletten Außenanlagen samt Begrünung vieler Flachdächer und Terrassen im Volumen von knapp 1,5 Mio. Euro.